# Oreșene, Silistra
Oreșene (în bulgară Орешене, în română Cherimler) este un sat în comuna Dulovo, regiunea Silistra, Dobrogea de Sud, Bulgaria. 
Între anii 1913-1940 a făcut parte din plasa Accadânlar a județului Durostor, România. Lângă localitate a mai existat o așezare (azi dispărută) numită Suvanlâcu-Nou în timpul administrației românești.     

## Demografie
Componența etnică a satului Oreșene
     Turci (98,99%)
     Nicio identificare (1%)
     Altele (0%)
La recensământul din 2011, populația satului Oreșene era de 399 locuitori. Din punct de vedere etnic, majoritatea locuitorilor (98,99%) erau turci. Pentru 1% din locuitori nu este cunoscută apartenența etnică.

### Recensământul românesc din 1930
Componența etnică a comunei Cherimler (județul Durostor)
     Turci (98,51%)
     Altă etnie (1,49%)
Componența confesională a comunei Cherimler
     Musulmani (98,51%)
     Altă religie (1,49%)
Conform recensământului efectuat în 1930, populația comunei Cherimler se ridica la 539 locuitori. Majoritatea locuitorilor erau turci (98,51%). Alte persoane s-au declarat: români (4 persoane) și armeni (4 persoane). Din punct de vedere confesional, majoritatea locuitorilor erau musulmani (98,51%). Alte persoane s-au declarat: ortodocși (4 persoane) și armeano-gregorieni (4 persoane).